# مارکو آلکسیف
مارکو آلکسیف (استونیایی: Marko Aleksejev؛ زادهٔ ۱۴ فوریهٔ ۱۹۷۹) ورزشکار پرش ارتفاع اهل استونی است. وی در بازی‌های المپیک تابستانی ۲۰۰۴ شرکت کرده‌است.